# Nhà thờ chính tòa Santander
Nhà thờ chính tòa Santander (tiếng Tây Ban Nha: Catedral de Nuestra Señora de la Asunción de Santander, hay "Vương cung thánh đường Lễ Đức Mẹ Lên Trời của Santander") là một nhà thờ chính tòa nằm ở thành phố Santander, Cantabria, Tây Ban Nha. Nhà thờ có Kiến trúc Gothic là chủ yếu, mặc dù được mở rộng và sửa chữa nhiều lần.

## Sources
- Casada Soto, José Luis (ed.), nd: La Catedral de Santander. Fundación Marcelino Botín